# IQliner
De iQliner was een busformule waarmee Arriva in de omgeving van Groningen werd gereden. De iQliner werd in 2006 door het OV-bureau Groningen Drenthe bedacht als alternatief voor de Qliners door vanaf het beginpunt van de route direct door te rijden naar de plaats van bestemming van de reizigers.
De bestaande scholierenlijnen werden omgedoopt tot iQliner en er werden een aantal nieuwe lijnen zijn geïntroduceerd, waaronder een aantal rechtstreekse verbindingen naar het Zernikecomplex. Deze lijnen moesten het treinvervoer van en naar Groningen, bestaande busverbindingen en het stadsvervoer ontlasten.
De formule iQliner verdween per december 2009, nadat Qbuzz het busvervoer van Arriva overnam. Qbuzz reed de buslijnen weer als school- of spitsbus. Tussen 2010 en 2012 zijn bijna alle iQliner-lijnen opgeheven, alleen lijn 504 Drachten - Groningen bestond nog. Deze lijn is per 4 januari 2014 ook opgeheven. Daarmee is de formule iQliner nu helemaal verdwenen.